# Partings
Partings es el episodio 131 de la serie de televisión norteamericana Gilmore Girls.

## Resumen del episodio
El día de la graduación de Logan, Rory espera a que él llegue para organizarle una fiesta de despedida con el tema de Inglaterra, pero antes tiene un breve encuentro con Mitchum por haber retenido a su hijo más de la cuenta. Rory le reclama que él está enviando a Logan a Londres para separarlos, sin embargo el Sr. Huntzberger responde que lo hace puesto que quiere que su hijo madure y deje las travesuras y la vida infantil que lleva. Al día siguiente, Logan y Rory tienen una triste despedida cuando él debe partir. Por otra parte, una ola de trovadores invade las calles de Stars Hollow, luego de que el músico del pueblo había sido descubierto, volviendo loco a Taylor. Lorelai trata de no hablar con Luke, y en la cena del viernes, Emily y Richard le presentan a Christopher a una atractiva muchacha, que es psicóloga. Después de la cena, Lorelai acude a ella y le explica sus temores, y recibe como respuesta que debe presionar algo más. De esta manera, Lorelai va donde Luke y le dice para casarse en ese momento, pero él responde que primero debe considerar a April; sin embargo, Lorelai le da un ultimátum a Luke para casarse, algo que él afirma no le agrada. Finalmente, Lorelai, destrozada luego de la discusión con Luke, termina yendo donde Christopher.

## Curiosidades
- Miss Patty menciona a un cuarto esposo, aunque sabemos que si bien se casó 4 veces, fueron 3 sus esposos.
- En episodios de la quinta temporada, la puerta del apartamento de Christopher se abre del otro lado, y para fuera.
- Lorelai menciona que sus padres llevan casados 40 años, pero en la temporada anterior celebraron su 40mo aniversario, por lo que son 41 años de casados que llevan Emily y Richard.
- Durante la cena, Lorelai afirma que no sufre de aracnofobia, pero en el episodio de la tercera temporada That'll do, pig se asustó de una araña que apareció en su cocina.
- En la cena Emily afirma que la paella es picante, pero eso no es cierto.
- Lorelai menciona que es la primera noche solo del perro Paul Anka, pero cuando fue con Rory a Martha's Vineyard en San Valentín, el perro ya pasó una noche sin ella.